# نایوبورگ
نایوبورگ (به لاتین: Nyborg) یک منطقهٔ مسکونی در دانمارک است که در نیبور، کمون دانمارک واقع شده‌است. نایوبورگ ۱۱٫۲ کیلومتر مربع مساحت و ۱۷٬۲۶۸ نفر جمعیت دارد.

## خواهرخوانده
شهر کووبژک خواهرخواندهٔ نایوبورگ هست.